# 河野朝哉
河野 朝哉（こうの ともや、1987年11月21日 - ）は、日本の俳優である。スターダストプロモーション芸能1部所属だったが、2017年現在はフリー。

## 出演

### テレビドラマ
- 「腐女子デカ」（2008年、テレビ朝日） - トラボルタ 役
- 「刺客請負人」第2シリーズ（2008年7月、テレビ東京） - 雀 役
- 新春ワイド時代劇「寧々〜おんな太閤記」（2009年、テレビ東京） - 森蘭丸 役
- 「インディゴの夜」（2010年3月、東海テレビ/フジテレビ） - ブラックファルコンのホスト 役
- 土曜ワイド劇場「アナザーフェイス〜刑事総務課・大友鉄〜2」（2013年、朝日放送/テレビ朝日）
- 「東京にオリンピックを呼んだ男」（2014年、フジテレビ） - 丸山茂幸 役
- 「マグマイザー」（2017年、BSスカパー!） - 真熊烈/マグマイザー（声）役[1]

### 映画
- 太陽の傷（2006年、三池崇史監督）
- キャプテン（2007年8月16日公開、室賀厚監督） - 佐野 役

### CM
- 日本コカ・コーラ（2007年1月29日 - 12月）
- Panasonic Lumix カタログ（2007年2月 - 5月）
- カンロ ピュレグミ（2007年4月 - 2008年3月）
- レオパレス21 42万個の鍵篇（2007年10月1日 - 2008年3月）

### プロモーションビデオ
- 高鈴「eyes」
- RADWIMPS「ふたりごと」
- いきものがかり「花は桜 君は美し」（2008年1月30日）
- いきものがかり「ノスタルジア」
- 福田沙紀「Spring for you」

### 舞台
- 劇団空感エンジン「時計〜僕がいる理由〜」（2012年7月25日 - 30日、エアースタジオ）